# Vartholomio
Vartholomio  este un oraș în Grecia în prefectura Elida.